# Handball à La Réunion
Le handball est un sport populaire sur l'île de La Réunion, département d'outre-mer français dans le sud-ouest de l'océan Indien. De fait, de nombreux joueurs réunionnais se sont illustrés sur la scène nationale ou même internationale en intégrant les équipes de France masculine et féminine.

## Historique

### Origines
L'histoire du handball réunionnais commence, si l'on en croit André Jean Benoît, auteur d'un ouvrage sur l'histoire du sport dans les îles des Mascareignes, à la faveur d'un article de presse paru le 10 avril 1925 dans le journal Le Peuple sous le titre « Du sport pour nos jeunes filles ». L'auteur, qui signe André, y insiste sur les avantages que retirerait la jeune femme créole de la pratique de certains sports « en dehors de la danse, où elle excelle, et du tennis, réservé à quelques privilégiées ». Il cite en exemple, afin de bien se faire entendre, le cas du hazéna, originaire de Tchécoslovaquie et découvert dans un journal sportif de France métropolitaine. Il en explique les règles, à savoir qu'il se joue à sept dans chaque camp, puis détaille la tenue des joueuses en précisant « qu'il n'est pas nécessaire d'adopter la petite culotte sportive, que nos Parisiennes ont pourtant mise à l'honneur, mais dont s'effaroucherait la pudeur virginale de nos Créoles ». Il écrit également au sujet de ce jeu qu'il pourrait s'appeler le hand's ball « car il se joue uniquement avec les mains ».

### L'émergence des années 1970 et 1980
Jean-Louis Michel, « Mi aime a ou Réunion : Historique », Hand-ball : bulletin fédéral, Fédération française de handball, no 279,‎ mai 1992, p. 15 (lire en ligne, consulté le 4 décembre 2022)
Le handball est alors surtout pratiqué sous l'égide d'associations omnisports et c'est le 24 septembre 1965 que la ligue réunionnaise de handball (dépendant de la Fédération française de handball) est créée sous l'impulsion de Mr Puissant, alors directeur départemental de la Jeunesse et des Sports. Si, la ligue ne dénombre que 170 licenciés en 1969, Serge Lamamy devient président en 1970 et avec Jean-Pierre Champagnol, secrétaire général, ils permettent une croissance rapide des licenciés : 372 en 1970, 635 en 1971, 1350 en 1973, etc. En 1971, un gros effort de structuration est réalisé avec la mise en place de commissions et la régularisation des relations avec la FFHB.
En 1972, Maurice Chastanier, ancien capitaine de l'équipe de France "découvre" la Réunion et forme vingt-quatre animateurs-entraîneurs, tandis que Claude Bouligaud, arbitre international et président de la commission d'arbitrage, forme quarante-huit arbitres (départementaux, régionaux et inter-ligues). Georges-Marie Aure est élu à la présidence de la ligue, mais quelques mois après, c'est son frère Jean-Paul qui lui succède. En 1974, pour la première fois, une sélection juniors se rend en Métropole : cette opération se renouvellera chaque année alternativement pour les filles et les garçons. Jean-Pierre Languet succède à Jean-Paul Aure à la présidence. 
En juillet-août, grande première à la Réunion : les équipes de France et de Roumanie (qui vient de remporter son quatrième championnat du monde) font une tournée dans l'Océan Indien et jouent quatre matchs, tous logiquement remportés par les Roumains
1. le 21 juillet, Stade de la Redoute à Saint-Denis, parquet aménagé en plein air et devant 6 000 spectateurs environ : Roumanie bat France : 14-10, mi-temps : 9-3.
2. le 27 juillet, Stade Lambrakis au Port, terrain tracé sur herbe. 2 500 spectateurs spectateurs environ : Roumanie bat France : 22-20, mi-temps : 11-9
3. le 27 juillet, Saint-Louis, terrain sur gazon, 3 500 spectateurs environ : Roumanie bat France : 18-13, mi-temps : 9-8
4. le 21 juillet, Stade de la Redoute à Saint-Denis, parquet aménagé en plein air et devant 6 000 spectateurs environ : Roumanie bat France : 17-13, mi-temps : 10-7.

En 1975, Christian Lux, arbitre international, est dans le département pour former et perfectionner les arbitres. En octobre, le poste de cadre technique régional (CTR) est enfin créé et est attribué Maurice Chastanier à la grande satisfaction de tous. En 1976, pour la première fois, le club champion de la Réunion (Château-Morange) joue le titre de Champion de France de Nationale 3 (D3). En août, Jean-Pierre Ducart succède à Jean-Pierre Languet à la présidence. Le 17 mai 1979, 6000 spectateurs encouragent l'AS Saint-Gilles-les-Hauts, opposée pour le titre de champion de Nationale 3, au SC Sélestat : les Réunionnais s'inclineront (24 à 28), après avoir inquiété les Alsaciens jusqu'au bout.

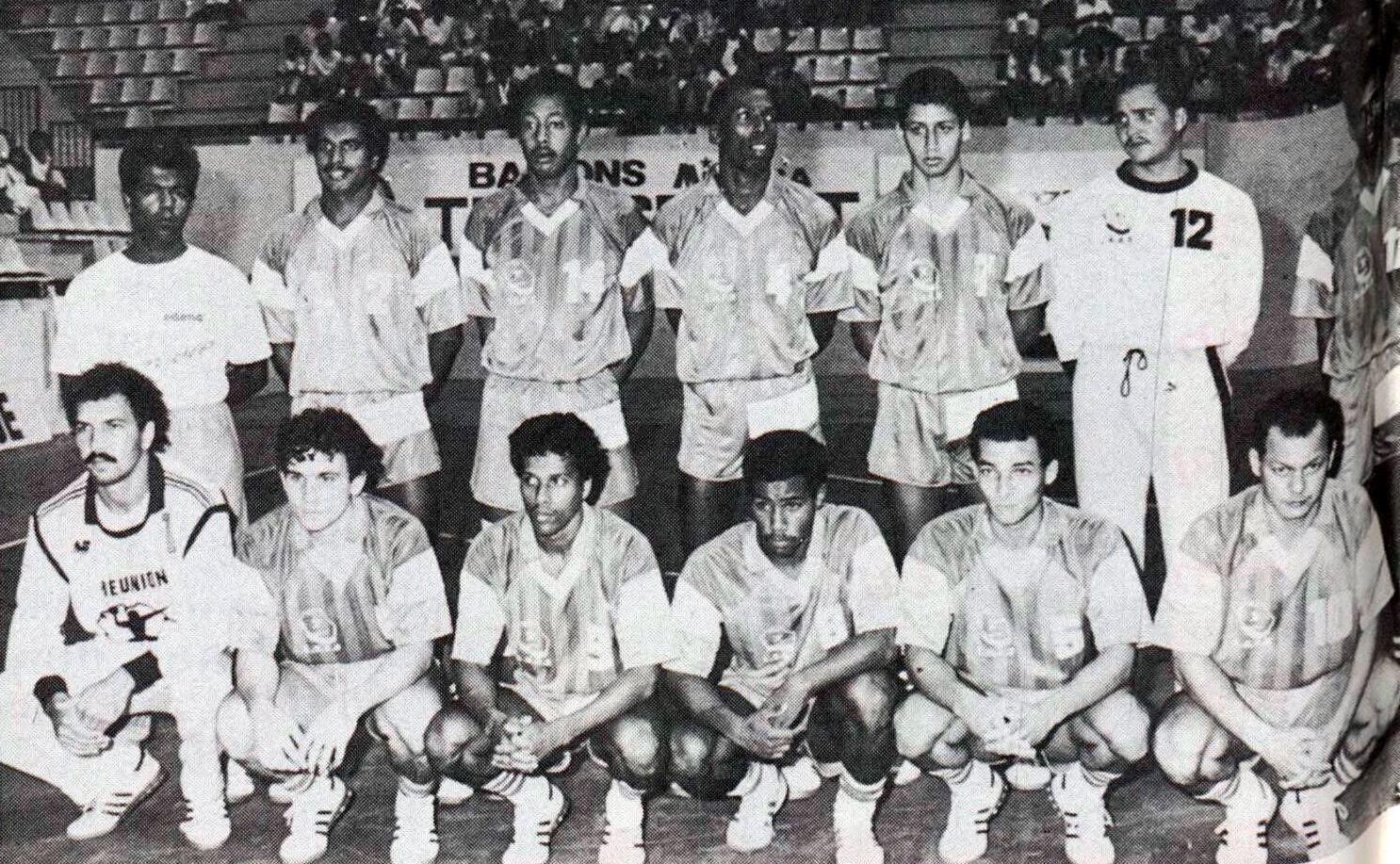
La sélection de l'île de la Réunion en 1988 avec notamment Jackson Richardson (n°14) et Christian M'Tima.

Dans les années 1980, le handball réunionnais continue à affirmer son identité grâce, notamment, à la révélation de talents comme Maxime Spincer, dans un premier temps, puis Jackson Richardson, Bernard Latchimy
et Patrick Cazal. En 1987, le Joinville Sports le titre de Champion de France de Nationale 3 (D4), exploit renouvelé en 1992. En août 1988, à l'occasion d'une tournée de l'équipe de France dans l'île et en lever de rideau des deux France-Suisse la sélection de l'île de la Réunion a joué et battu à deux reprises la Belgique : Daniel Costantini, l'entraîneur national, découvre alors un Jackson Richardson « qui a le potentiel d'un joueur de haut niveau »

### Depuis les années 1990
Jackson Richardson est le pur symbole de l'excellence du handball réunionnais, étant notamment élu meilleur handballeur mondial de l'année en 1995 après avoir remporté avec un autre Réunionnais, Patrick Cazal, le Championnat du monde 1995. Les deux seront à nouveau champions du monde en 2001 avec un troisième Réunionnais, Daniel Narcisse. Ce dernier deviendra un cadre des Experts avec deux titres olympiques (2008 et 2012), trois autres championnats du monde (2009, 2015 et 2017) et trois titres de champion d'Europe (2006, 2010 et 2014), auxquels on peut ajouter des très nombreux titres en club et la distinction de meilleur handballeur mondial de l'année en 2012.
Les femmes ne sont pas en reste et trois joueuses représentent dignement la Réunion en équipe de France : Nathalie Selambarom, Sonia Cendier et Leila Lejeune. Toutes trois vice-championnes du monde en 1999, Cendier et Lejeune remporteront ensuite le championnat du monde 2003. Plus récemment, Angélique Spincer, fille de Maxime, est régulièrement sélectionnée en Bleu avec pour point d'orgue la médaille d'argent du Championnat du monde 2011.

## Licenciés
L'évolution du nombre de licenciés est :
|           | Années 1970 | Années 1970 | Années 1970 | Années 1970 | Années 1970 | Années 1970 | Années 1970 | Années 1970 | Années 1970 | Années 1970 | Années 1980 | Années 1980 | Années 1980 | Années 1980 | Années 1980 | Années 1980 | Années 1980 | Années 1980 | Années 1980 | Années 1980 | Autres années | Autres années | Autres années | Autres années |
|           | 70          | 71          | 72          | 73          | 74          | 75          | 76          | 77          | 78          | 79          | 80          | 81          | 82          | 83          | 84          | 85          | 86          | 87          | 88          | 89          | 1990          | 1991          | ...           | 2009          |
| --------- | ----------- | ----------- | ----------- | ----------- | ----------- | ----------- | ----------- | ----------- | ----------- | ----------- | ----------- | ----------- | ----------- | ----------- | ----------- | ----------- | ----------- | ----------- | ----------- | ----------- | ------------- | ------------- | ------------- | ------------- |
| Licenciés | 372         | 635         | 873         | 1350        | 1650        | 1845        | 2024        | 2724        | 2800        | 3192        | 2909        | 2823        | 2875        | 2735        | 2771        | 2864        | 2422        | 3154        | 3558        | 3490        | 3633          | 4019          | ...           | 4633          |
| Clubs     |             |             | 24          | 27          | ?           | 34          | 35          | 37          | 40          | 42          | 45          | inconnu     | inconnu     | inconnu     | inconnu     | inconnu     | inconnu     | inconnu     | inconnu     | inconnu     | inconnu       | inconnu       | inconnu       | 37            |

## Personnalités
Parmi les personnalités du handball à La Réunion, on trouve :
- Bruno Arive
- Patrick Cazal
- Nicolas Claire
- Sonia Cendier
- Eddie Couriol
- Benoît Kounkoud
- Stéphanie Lambert
- Bernard Latchimy
- Leila Lejeune
- Jeffrey M'Tima
- Daniel Narcisse
- Jackson Richardson
- Stéphane Richardson
- Nathalie Selambarom
- Angélique Spincer
- Maxime Spincer